# Ибн Дауд
Аврам ибн Дауд (хебр. אברהם אבן דאוד, Аврахам бен Давид Халеви) (1110 — 1180) је био је био средњовековни шпанско-јеврејски филозоф, историчар и астроном. Његова филозофија чини први систематски покушај интеграције аристотелизма у јеврејску мисао.

## Живот
Рођен је у Толеду око 1110. године.

## Дела
- Књига традиције (хеб. Sefer ha-kabbala)
- Узвишена вера (хеб. ha-Emunah ha-Ramah; ар. Al-'akidah al-Rafiyah)

Његово најпознатије дело је „Узвишена вера“ (Al-'akidah al-Rafiyah) је изворно написано на арапском, али је сачувано само у хебрејском преводу.

## Учење
Ибн Дауд није био оригиналан мислилац, али је заслужан због увођења аристотеловског систематичног мишљења у јеврејску филозофију. Свој аристотелизам је црпео од Авицене и других средњовековних исламских филозофа. Он чини први систематски покушај интеграције аристотелизма у јеврејску мисао. Међутим, само неколико деценија касније други јеврејски филозоф Мојсије Мајмонид, издаје капитално дело „Водич за збуњене“ (Moreh Nevukhim), које има доста тога заједничког са Бен Давидовим списом „Узвишена вера“, који остаје у Мајмонидовој сенци.
Права филозофија нас, према Бен Давиду, не удаљује од религије, већ нас још чвршће везује за њу.